# Прохоров (Черниговская область)
Про́хоров (укр. Про́хорів) — село Черниговского района Черниговской области Украины. Население 47 человек. Расположено на берегу рукава Днепра Старик. 
Код КОАТУУ: 7425581604. Почтовый индекс: 17034. Телефонный код: +380 462.

## Власть
Орган местного самоуправления — Днепровский сельский совет. Почтовый адрес: 15545, Черниговская обл., Черниговский р-н, с. Днепровское, ул. Советская 35.